# Olbracht Giżycki
Olbracht Giżycki herbu Nałęcz – stolnik wieluński w latach 1635-1653, starosta orleński, sekretarz królewski w 1638 roku.
Poseł na sejm 1638 roku.